# Coenosia zanclocerca
Coenosia zanclocerca är en tvåvingeart som beskrevs av Xue och Zhang 2008. Coenosia zanclocerca ingår i släktet Coenosia och familjen husflugor.
Artens utbredningsområde är Yunnan (Kina). Inga underarter finns listade i Catalogue of Life.